# Glen Rebka
Glen Anderson Rebka jr. (1931 – 13 januari 2015) was een Amerikaans natuurkundige.

## Biografie
Rebka behaalde zijn doctoraat in 1961 aan de Harvard-universiteit, waar hij zijn studie begon in 1953. Vanaf 1961 werkte hij voor Yale-universiteit en vanaf 1970 voor de Universiteit van Wyoming, waar hij van 1983 tot 1991 hoofd was van het departement natuurkunde en sinds 1997 emeritus hoogleraar. Naast zijn academische carrière heeft hij als natuurkundige veel experimenteel werk verricht naar elementaire deeltjes bij Los Alamos National Laboratory. Aan de Universiteit van Wyoming heeft hij de faculteit voor astrofysica opgezet.
In 1960 voerde Robert Pound samen met zijn assistent Glen Rebka een experiment uit, het Pound-Rebka-experiment, waarbij ze gebruik maakten van het Mössbauereffect om de roodverschuiving door zwaartekracht te meten van een bron van gammastraling in het zwaartekrachtveld van de planeet Aarde. Pound en Rebka gebruikten de Jeffersontoren op Harvard University, die slechts  22,6 meter hoog is. Het experiment was onderdeel van het proefschrift van Rebka, waarbij Pound zijn promotor was.
Pound en Rebka ontvingen in 1965 de Eddington medal van de Royal Astronomical Society.